# セッティモ・サン・ピエトロ
セッティモ・サン・ピエトロ（イタリア語: Settimo San Pietro）は、イタリア共和国サルデーニャ自治州カリャリ県にある、人口約6,800人の基礎自治体（コムーネ）。

## 地理

### 位置・広がり

#### 隣接コムーネ
隣接するコムーネは以下の通り。
- クアルトゥッチュ
- セラルジウス
- セルディアーナ
- セストゥ
- シンナイ
- ソレーミニス